# Метгод, Джон
Йоханнес (Джон) Антониюс Бернардюс Метгод (нидерл. Johannes "John" Antonius Bernardus Metgod; род. 27 февраля 1958, Амстердам) — нидерландский футболист, защитник. По завершении игровой карьеры — тренер.

## Клубная карьера
Во взрослом футболе дебютировал в 1975 году выступлениями за команду клуба «Харлем», в которой провёл один сезон, принял участие в 32 матчах чемпионата и забил 1 гол.
Своей игрой за эту команду привлёк внимание представителей тренерского штаба клуба АЗ, к составу которого присоединился в 1976 году. Сыграл за команду из Алкмара следующие шесть сезонов своей игровой карьеры. Большую часть времени, проведённого в составе АЗ, был игроком защиты основного состава команды. В течение этих лет завоевал титул обладателя Кубка Нидерландов.
С 1982 до 1988 года играл в составе команд клубов «Реал Мадрид», «Ноттингем Форест» и «Тоттенхэм Хотспур».
В 1988 году перешёл в клуб «Фейеноорд», за который отыграл 6 сезонов. Играя в составе «Фейенорда», также выходил на поле в основном составе команды. За это время добавил в перечень своих трофеев титул чемпиона Нидерландов, снова становился обладателем Кубка Нидерландов (трижды), обладателем Суперкубка Нидерландов. Завершил профессиональную карьеру футболиста выступлениями за команду «Фейеноорд» в 1994 году.

## Выступления за сборную
В 1978 году дебютировал в официальных матчах в составе национальной сборной Нидерландов. В течение карьеры в национальной команде, которая длилась 6 лет, провёл в форме главной команды страны 21 матч и забил 4 гола.
В составе сборной был участником чемпионата Европы 1980 года в Италии.

## Карьера тренера
Начал тренерскую карьеру вскоре после завершения карьеры игрока в 1995 году, войдя в тренерский штаб клуба «Эксельсиор» (Роттердам).
В дальнейшем возглавлял команды клубов «Эксельсиор» (Роттердам) и «Фейеноорд», а также входил в тренерский штаб клубов «Фейеноорд» и «Портсмут».
С 2009 по 2013 год входил в тренерский штаб клуба «Дерби Каунти».

## Статистика

### Матчи Метгода за сборную Нидерландов
| Матчи Метгода за сборную Нидерландов | Матчи Метгода за сборную Нидерландов | Матчи Метгода за сборную Нидерландов | Матчи Метгода за сборную Нидерландов | Матчи Метгода за сборную Нидерландов | Матчи Метгода за сборную Нидерландов |
| ------------------------------------ | ------------------------------------ | ------------------------------------ | ------------------------------------ | ------------------------------------ | ------------------------------------ |
| №                                    | Дата                                 | Соперник                             | Счёт                                 | Голы Метгода                         | Соревнование                         |
| 1                                    | 15 ноября 1978                       | ГДР                                  | 3:0                                  | —                                    | Чемпионат Европы 1980 (отбор)        |
| 2                                    | 20 декабря 1978                      | ФРГ                                  | 1:3                                  | —                                    | Товарищеский матч                    |
| 3                                    | 24 февраля 1979                      | Италия                               | 0:3                                  | —                                    | Товарищеский матч                    |
| 4                                    | 28 марта 1979                        | Швейцария                            | 3:0                                  | 1                                    | Чемпионат Европы 1980 (отбор)        |
| 5                                    | 2 мая 1979                           | Польша                               | 0:2                                  | —                                    | Чемпионат Европы 1980 (отбор)        |
| 6                                    | 22 мая 1979                          | Аргентина                            | 0:0                                  | —                                    | Товарищеский матч                    |
| 7                                    | 5 сентября 1979                      | Исландия                             | 4:0                                  | 1                                    | Чемпионат Европы 1980 (отбор)        |
| 8                                    | 10 сентября 1980                     | Ирландия                             | 1:2                                  | —                                    | Чемпионат мира 1982 (отбор)          |
| 9                                    | 11 октября 1980                      | ФРГ                                  | 1:1                                  | —                                    | Товарищеский матч                    |
| 10                                   | 19 ноября 1980                       | Бельгия                              | 0:1                                  | —                                    | Чемпионат мира 1982 (отбор)          |
| 11                                   | 6 января 1981                        | Италия                               | 1:1                                  | —                                    | Золотой кубок чемпионов мира         |
| 12                                   | 22 февраля 1981                      | Кипр                                 | 3:0                                  | —                                    | Чемпионат мира 1982 (отбор)          |
| 13                                   | 29 апреля 1981                       | Кипр                                 | 1:0                                  | —                                    | Чемпионат мира 1982 (отбор)          |
| 14                                   | 1 сентября 1981                      | Швейцария                            | 1:2                                  | 1                                    | Товарищеский матч                    |
| 15                                   | 14 октября 1981                      | Бельгия                              | 3:0                                  | 1                                    | Чемпионат мира 1982 (отбор)          |
| 16                                   | 18 ноября 1981                       | Франция                              | 0:2                                  | —                                    | Чемпионат мира 1982 (отбор)          |
| 17                                   | 23 марта 1982                        | Шотландия                            | 1:2                                  | —                                    | Товарищеский матч                    |
| 18                                   | 14 апреля 1982                       | Греция                               | 1:0                                  | —                                    | Товарищеский матч                    |
| 19                                   | 25 мая 1982                          | Англия                               | 0:2                                  | —                                    | Товарищеский матч                    |
| 20                                   | 22 сентября 1982                     | Ирландия                             | 2:1                                  | —                                    | Чемпионат Европы 1984 (отбор)        |
| 21                                   | 16 февраля 1983                      | Испания                              | 0:1                                  | —                                    | Чемпионат Европы 1984 (отбор)        |

Итого: 21 матч / 4 гола; 8 побед, 3 ничьи, 10 поражений.

## Титулы и достижения
АЗ
- Чемпион Нидерландов: 1980/81
- Обладатель Кубка Нидерландов: 1977/78, 1980/81, 1982/83

«Фейеноорд»
- Чемпион Нидерландов: 1992/93
- Обладатель Кубка Нидерландов: 1990/91, 1991/92, 1993/94
- Обладатель Суперкубка Нидерландов: 1991